# Держанівська сільська рада (Носівський район)
Держані́вська сільська́ ра́да — адміністративно-територіальна одиниця та орган місцевого самоврядування в Носівському районі Чернігівської області. Адміністративний центр — село Держанівка.

## Загальні відомості
Держанівська сільська рада утворена у 1932 році.
- Територія ради: 68,981 км²
- Населення ради: 1 227 осіб (станом на 2001 рік)

## Населені пункти
Сільській раді були підпорядковані населені пункти:
- с. Держанівка
- с. Адамівка
- с. Ведмедівка

## Склад ради
Рада складалася з 12 депутатів та голови.
- Голова ради: Трухан Надія Олексіївна
- Секретар ради: Колеснікова Віра Федорівна

### Керівний склад попередніх скликань
| Прізвище, ім'я, по батькові | Основні відомості                                                 | Дата обрання | Дата звільнення |
| --------------------------- | ----------------------------------------------------------------- | ------------ | --------------- |
| Трухан Надія Олексіївна     | Сільський голова, 1954 року народження, освіта вища, позапартійна | 26.03.2006   | 31.10.2010      |
| Трухан Надія Олексіївна     | Сільський голова, 1954 року народження, освіта вища, позапартійна | 31.10.2010   |                 |

Примітка: таблиця складена за даними сайту Верховної Ради України

### Депутати
За результатами місцевих виборів 2010 року депутатами ради стали:

#### За суб'єктами висування
| Суб'єкт висування           | Кількість обраних депутатів | %    |
| --------------------------- | --------------------------- | ---- |
| Партія регіонів             | 8                           | 66,7 |
| Самовисування               | 3                           | 25   |
| Комуністична партія України | 1                           | 8,3  |

#### За округами
| № округу                    | Прізвище, ім'я, по батькові        | Дата визнання обраним | Освіта             | Партійна приналежність            | Відомості про обраного депутата                                                               |
| --------------------------- | ---------------------------------- | --------------------- | ------------------ | --------------------------------- | --------------------------------------------------------------------------------------------- |
| Комуністична партія України |                                    |                       |                    |                                   |                                                                                               |
| 3                           | Колеснікова Віра Федорівна         | 02.11.2010            | вища               | член Комуністичної партії України | Держанівська сільська рада, секретар                                                          |
| Партія регіонів             |                                    |                       |                    |                                   |                                                                                               |
| 1                           | Трухан Ніна Пантеліївна            | 02.11.2010            | вища               | позапартійна                      | Держанівська загальноосвітня школа I-III ст., заступник директора з навчально-виховної роботи |
| 4                           | Кошель Іван Іванович               | 02.11.2010            | вища               | позапартійний                     | приватний підприємець                                                                         |
| 5                           | Потій Микола Станіславович         | 02.11.2010            | середня            | позапартійний                     | Іржавецьке лісництво, майстер                                                                 |
| 6                           | Артюх Ірина Михайлівна             | 02.11.2010            | середня спеціальна | член Партії регіонів              | тимчасово не працює                                                                           |
| 7                           | Хоменко Віра Петрівна              | 02.11.2010            | середня спеціальна | позапартійна                      | Держанівська сільська рада, головний бухгалтер                                                |
| 8                           | Нечипоренко Вячеслав Володимирович | 02.11.2010            | середня            | позапартійний                     | тимчасово не працює                                                                           |
| 11                          | Ремез Любов Михайлівна             | 02.11.2010            | середня            | член Партії регіонів              | Носівська райспоживспілка, продавець                                                          |
| 12                          | Правда Лоретта Міндаугасівна       | 02.11.2010            | середня            | позапартійна                      | РТЦ соціального обслуговування, соціальний працівник                                          |
| Самовисування               |                                    |                       |                    |                                   |                                                                                               |
| 2                           | Трухан Антоніна Григорівна         | 02.11.2010            | середня            | позапартійна                      | Держанівська лікарська амбулаторія, молодша медична сестра                                    |
| 9                           | Ширіпа Ніна Іванівна               | 02.11.2010            | середня            | позапартійна                      | РТЦ соціального обслуговування, соціальний працівник                                          |
| 10                          | Стеценко Парасковія Григорівна     | 02.11.2010            | вища               | позапартійна                      | пенсіонер                                                                                     |